# Паша бей тюрбе
Паша бей тюрбе (на турски: Pasha Bey Türbe) е османска гробница, намираща се в град Скопие, Северна Македония. Тюрбето е уникално на Балканите с украсата си от цветни фаянсови плочки.
Тюрбето е построено през първата половина на XV век в двора на Исхак бей джамия. Според пътешественика от XVII век Евлия Челеби тук е погребан сина на ктитора на джамията Исхак бей, известен като Дели паша. Тюрбето принадлежи към типа затворени тюрбета с шестоъгълна основа и сводест купол върху осмоъгълен барабан. Изградено е от прецизно издялани правоъгълни каменни блокове. Всяка от страните и прозорците са оформени в профилирани рамки с впечатляващи изваяни каменни елементи в нисък релеф.
Основната характеристика, която отличава тюрбето и го прави уникално за Балканите заедно с Йени джамия в Битоля е използването на сини, светло сини, зелени и тюркоазени фаянсови плочки в украсата на барабана на купола и в изработването на шестоъгълни звезди и розети, по две от всяка страна.